# No Code of Conduct
No Code of Conduct är en amerikansk långfilm från 1998 i regi av Bret Michaels. Charlie Sheen har skrivit manus och spelar filmens huvudroll. Medverkar gör även Sheens pappa Martin Sheen och farbror Joe Estevez.

## Handling
Jake Peterson (Charlie Sheen) är en hårt arbetande kriminalpolis. Arbetet har börjat göra äktenskapet med frun Rebeca (Meredith Salenger) allt mer ansträngt. Jakes pappa Bill (Martin Sheen) är en polisveteran inom samma avdelning och Jake känner ett tryck att leva upp till sin pappas rykte. Efter en kollega dör bestämmer sig far och son att hitta hans mördare; under sin jakt kommer de en knarksmugglarliga på spåren.	

## Rollista
| Charlie Sheen     | – Jake Peterson    |
| Martin Sheen      | – Bill Peterson    |
| Mark Dacascos     | – Paul DeLucca     |
| Paul Gleason      | – John Bagwell     |
| Ron Masak         | – Julian Disanto   |
| Joe Lando         | – Willdog          |
| Courtney Gains    | – Cameron          |
| Meredith Salenger | – Rebecca Peterson |
| Joe Estevez       | – Pappy            |
| Tina Nguyen       | – Shi              |